# إريك وإريك
إريك و إريك، وفقاً لآدم البريمني فإنهما كانا متنافسين لمنصب ملك السويد حوالي 1066-67، بعد موت الملك ستنكيل. أشعلا حرباً على بعضهما البعض، و قُتل كلاهما.
لا شيء أكثر يُعرف عنهما، و مع ذلك فقد تكهن المؤرخون لاحقاً أن أحدهما كان ابناً نصرانياً لستنكيل، و الآخر وثني؛ وفقاً لذلك، فإنه أحياناً يتم تعيين أسماء ملفقة لهم: إريك ستنكيلسون و إريك الوثني. لا أساس من زمانهم يُستند عليه لتلك الأسماء حتى يمكننا من إثباتها.
بعد موت إريك و إريك، خلف العرش الملك هالستن ابن الملك ستنكيل.

## اقرأ أيضاً
- Harrison, Dick (2009). Sveriges historia 600-1350. Norsteds. p. 124. ISBN 9789113023779.